# 哈里森·英格拉姆
哈里森·克莱本·英格拉姆（英語：Harrison Claiborne Ingram，2002年11月27日—），美国男子篮球运动员，司职前锋。現效力NBA圣安东尼奥马刺及NBA G聯盟奥斯汀马刺。
哈里森·英格拉姆在2024年NBA选秀中被圣安东尼奥马刺以第2轮总第48顺位选中。
哈里森·英格拉姆的父母在達拉斯-沃思堡都會區拥有17家麦当劳餐厅。